# Beishan (socken)
Beishan (kinesiska: 北山, 北山乡) är en socken i Kina. Den ligger i provinsen Heilongjiang, i den nordöstra delen av landet, omkring 430 kilometer nordost om provinshuvudstaden Harbin. Antalet invånare är 4 271. Befolkningen består av 2 064 kvinnor och 2 207 män. Barn under 15 år utgör 15,0 %, vuxna 15-64 år 77 %, och äldre över 65 år 6,0 %.
Genomsnittlig årsnederbörd är 824 millimeter. Den regnigaste månaden är juli, med i genomsnitt 176 mm nederbörd, och den torraste är januari, med 7 mm nederbörd.